# Histoire de la métallurgie en Chine

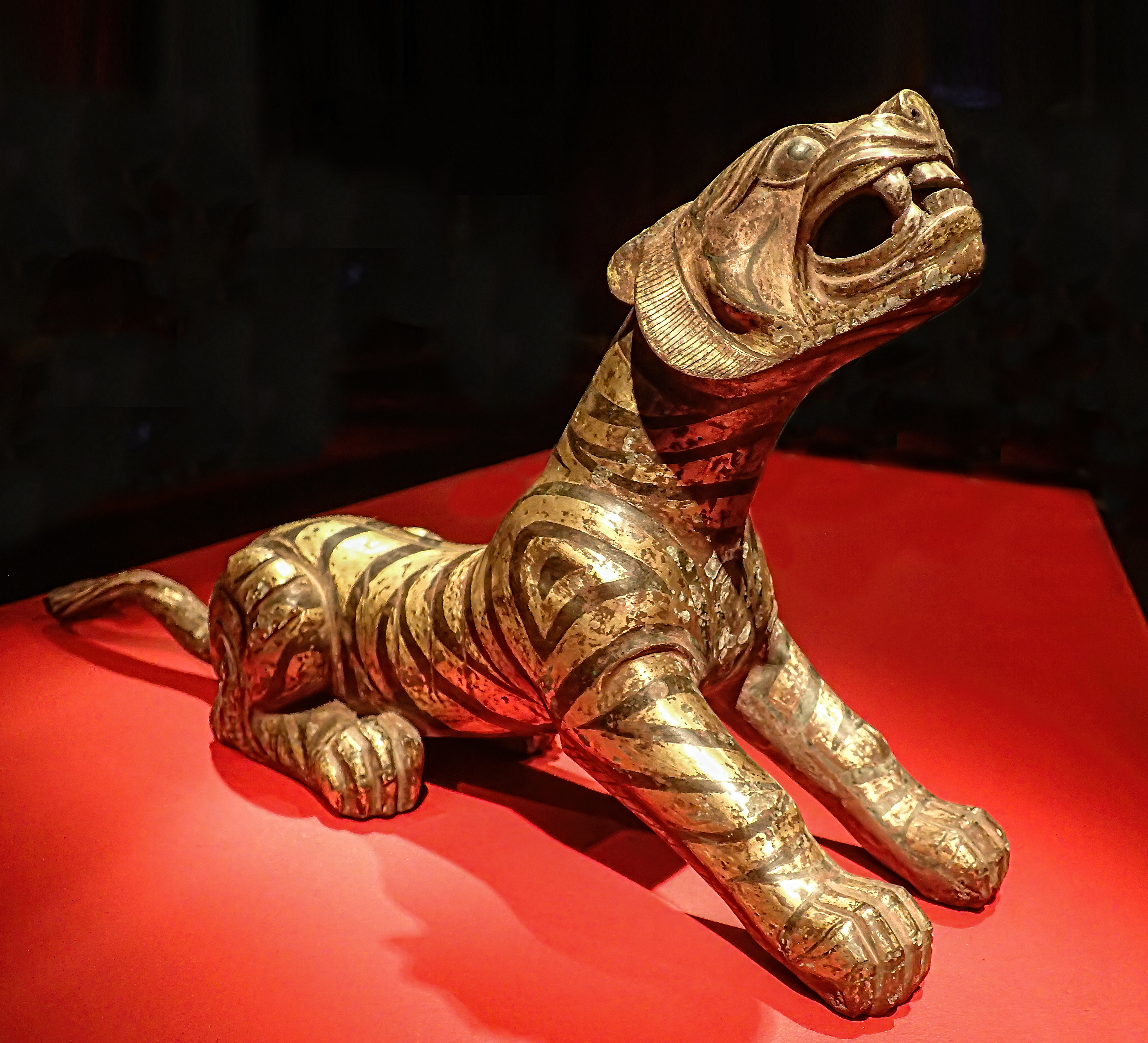
Tigre en bronze incrusté d'or et d'argent, Dynastie Han

La Métallurgie en Chine a une longue histoire, les premiers objets métalliques en Chine remontant à environ 3 000 ans avant notre ère. La majorité des premiers objets métalliques trouvés en Chine proviennent du Nord-Ouest du pays, principalement du Gansu et du Qinghai  (chinois traditionnel : 青海).
C'est en Chine que l'on utilise des hauts fourneaux et que l'on produit de la fonte pour la première fois a l’échelle mondiale.

## Cuivre
Plusieurs sources archéologiques indiquent que les premiers objets métalliques Chinois sont fabriqués à la fin du quatrième millénaire avant notre ère. Le cuivre, le premier métal utilisé par l’humanité, est connu et travaillé en Chine depuis au moins 3 000 avant notre ère,.

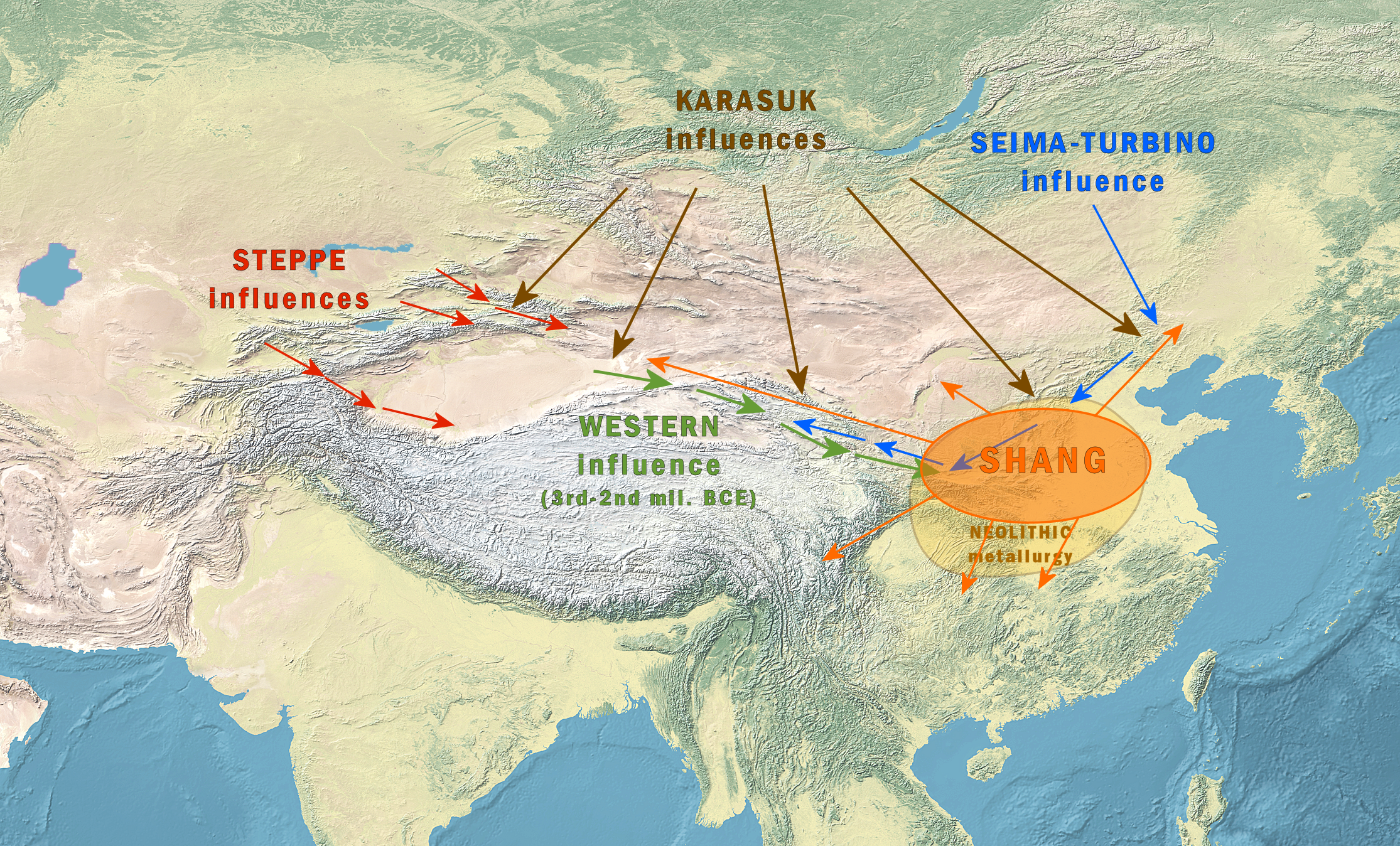
Les diverses sources d'influences ayant impactés la métallurgie chinoise. Après une petite industrie du cuivre au début du Néolithique, la Chine est influencée par la métallurgie des steppes (la culture d'Andronovo), les Cultures de Seima-Turbino et la Culture du Karassouk, ce jusqu'à la période de la dynastie Shang.

Les premières communautés utilisatrices de métaux ont été découvertes lors des fouilles réalisées sur les sites de Qijia et Siba dans le Gansu. Les couteaux et haches métalliques récupérés à Qijia témoignent apparemment de certaines interactions avec les cultures sibériennes et centrasiatiques, notamment avec les Cultures de Seima-Turbino, ou la Culture d'Afanasievo. Les découvertes réalisées lors des fouilles archéologiques semblent indiquer l'existence de contacts précoces entre la culture Qijia et l'Asie centrale. En effet, des sites similaires ont été découverts au Xinjiang, soit à l’ouest de Qijia; ainsi qu'au Shandong, au Liaoning et en Mongolie intérieure, des régions situés respectivement à l’est et au nord de ce site. Les sites de la plaine centrale associés à la culture d'Erlitou renferment également des créations métallurgiques anciennes.
La fabrication du cuivre, plus complexe que le travail du jade, apparait progressivement  pendant la période de la culture de Yangshao (5 000-3 000 avant notre ère). Jiangzhai est le seul endroit où des objets en cuivre ont été trouvés dans la zone correspondant à la culture de Banpo. Les archéologues ont découvert des vestiges relevant de la métallurgie du cuivre dans diverses cultures chinoises datant de la fin du IVe au début du troisième millénaire avant notre ère. Il s'agit notamment des restes de fonderie de cuivre et des objets en cuivre de la culture de Hongshan (4 700-2900 avant notre ère) ainsi que des scories de cuivre du site de Yuanwozhen. Cela indique que les habitants de la vallée du fleuve Jaune savent déjà fabriquer des objets en cuivre à la fin de la période Yangshao.
Les forges de la culture de Qijia (vers 2500-1900 avant notre ère), présente au Qinghai, au Gansu et à l'ouest du Shaanxi, produisent des objets utilitaires en cuivre et en bronze et des ornements en or, en cuivre et en bronze. Les premiers sites métallurgiques de cette région se trouvent à Linjia, Dongxiang, Gansu; un site de la culture de Majiayao. "Leurs dates (de fabrication) vont de 2900 à 1600 avant notre ère. Ces objets métalliques représentent le type Majiayao (chinois traditionnel : 馬家窯) de la culture de Majiayao (vers 3100-2700 avant notre ère), la culture de Zongri (chinois traditionnel : 宗日) (environ 3600-2050 avant notre ère), le type Machang (chinois traditionnel : 馬廠) (vers 2300-2000 avant notre ère), la culture de Qijia (chinois traditionnel : 齊家) (vers 2050-1915 avant notre ère) et la culture de Siba (chinois traditionnel : 四壩) (vers 2000-1600 avant notre ère)."
Les fouilles archéologiques effectuées  à Dengjiawan, dans le complexe du site de Shijiahe au Hubei, ont permis de découvrir quelques morceaux de cuivre. Ce sont les plus anciens objets en cuivre découverts dans le sud de la Chine. Le site de Linjia (林家遺址, Línjiā yízhǐ) possède les premières preuves de bronze en Chine, datant de c. 3000 avant notre ère.

## Bronze

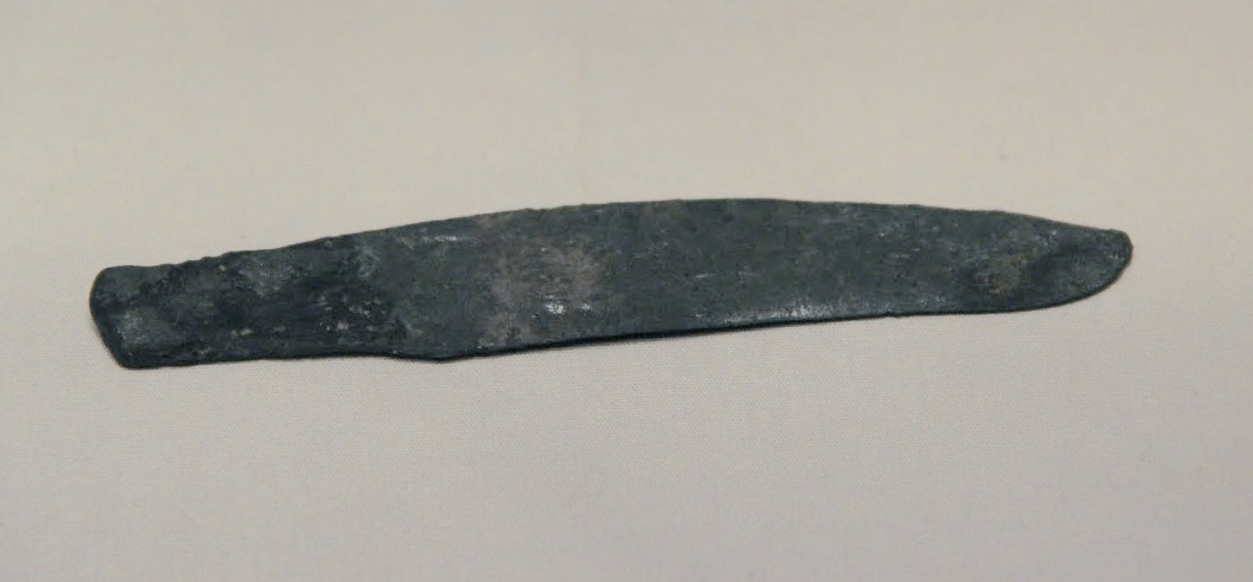
Couteau en Bronze trouvé lors de fouilles réalisées à Dongxiang, Gansu (vers 2900–2740 avant notre ère), culture de Majiayao

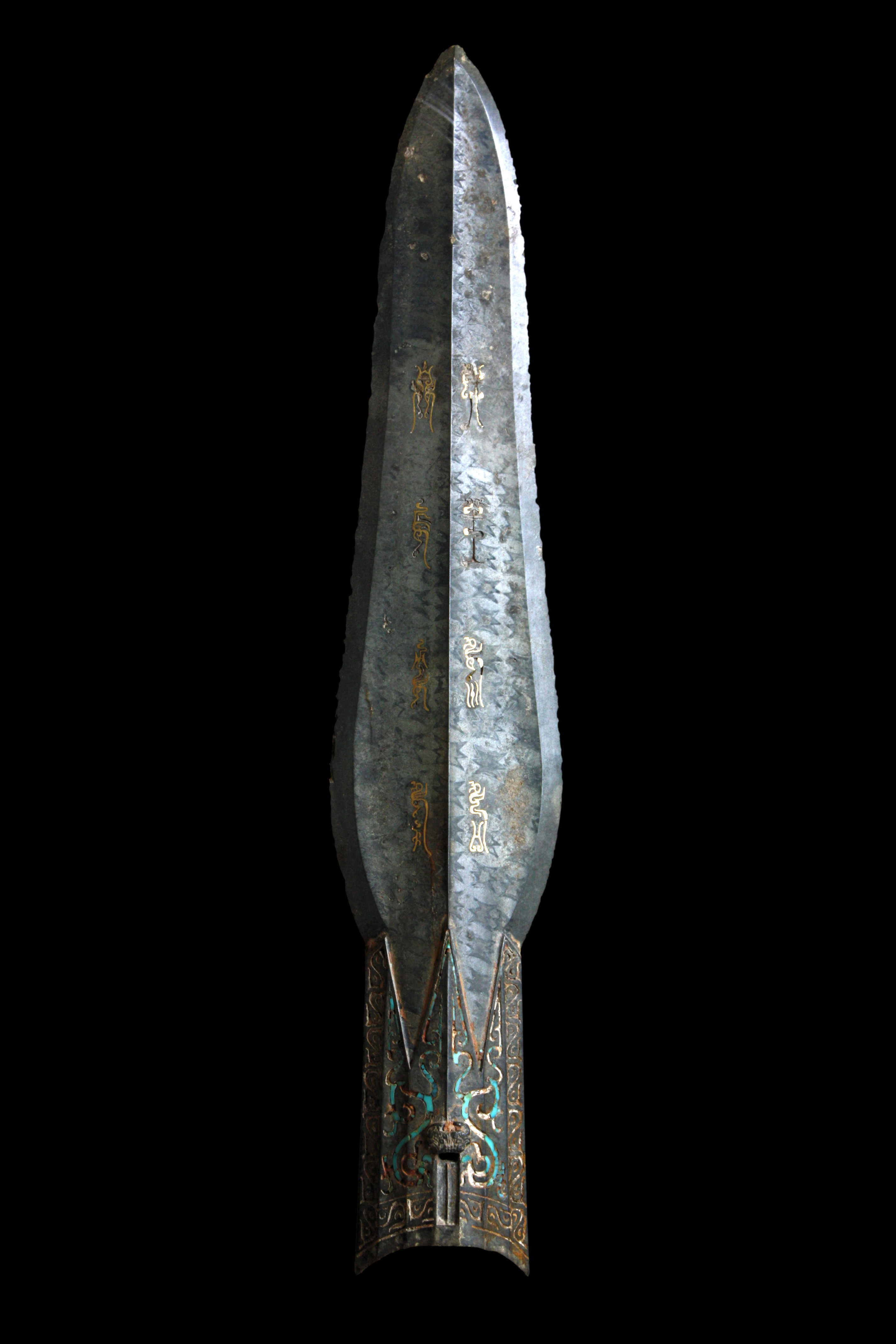
Pointe de lance en Bronze avec des inscriptions, dynastie Zhou

La technologie permettant la maitrise du bronze est importée en Chine depuis les steppes. Le plus ancien objet en bronze trouvé en Chine est un couteau découvert sur site de la culture de Majiayao à Dongxiang, Gansu, et daté de 2900 à 2740 avant JC. D'autres objets en cuivre et en bronze ont été trouvés sur des sites datant de la période Machang dans le Gansu. La métallurgie se répand dans la région du cours moyen et inférieur du fleuve Jaune à la fin du 3e millénaire avant JC. L'existence de contacts entre la culture d'Afanasievo, la culture de Majiayao et la culture de Qijia est envisagé pour expliquer la transmission de la technologie du bronze. À partir d'environ 2000 avant notre ère, des objets en bronze coulé tels que la lance à douille avec un seul crochet latéral sont importés et adaptés des Cultures de Seima-Turbino.
La culture d'Erlitou (vers 1900 – 1500 avant notre ère), la dynastie Shang (vers 1600 – 1046 avant notre ère) et la culture de Sanxingdui (vers 1250 – 1046 avant notre ère), utilisent le bronze pour fabriquer des récipients utilisés lors de rituels, ainsi que des outils agricoles et des armes. Vers 1 500 avant notre ère, d'excellents bronzes sont fabriqués en grande quantité en Chine, en partie afin de montrer le statut de leur propriétaire. Lors de funérailles, jusqu'à 200 grandes pièces sont enterrées avec leur propriétaire pour être utilisées dans l'au-delà, comme dans la tombe de Fu Hao, une reine de la dynastie Shang.
Les fouilles réalisées dans le Mausolée de l'empereur Qin et dans plusieurs tombes datant de la période des Royaumes combattants, ont permis de retrouver des épées extrêmement tranchantes et d'autres armes en excellent état, recouvertes d'oxyde de chrome ; ce qui rend les armes résistantes à la rouille,,. La couche d'oxyde de chrome utilisée sur ces épées mesure entre 10 et 15 micromètres et les laisse encore aujourd'hui en parfait état. La présence du chrome sur des armes est scientifiquement attesté pour la première fois au XVIIIe siècle.
De nouvelles avancées dans le domaine de la métallurgie ont lieu au sud du fleuve Yangtsé, dans le sud-est de la Chine, pendant la période des Royaumes combattants, comme les épées en bronze doré.

### Moulage par sections
Les artisans chinois de cette période utilisent deux types de techniques de création d'objets en bronze, à savoir le moulage par sections et le moulage à cire perdue. L'objet en bronze le plus ancien découvert en Chine est le couteau en bronze découvert sur le site de Majiayao à Linjia, Dongxiang, Gansu, et daté d'environ 3000 avant JC. Ce couteau a été créé grâce au procédé de moulage par sections, qui utilise un assemblage de deux moules.
Le processus de moulage par sections est une méthode de coulage du bronze couramment utilisée sous la dynastie Shang. La première étape est de préparer la terre glaise qui vas servir de base à la création des moules. Après sélection, filtration, lavage et diverses autres procédures, la terre glaise est refroidie jusqu'à ce qu'elle commence à durcir, tout en restant assez malléable. Elle est alors modelée et sculptée jusqu’à prendre la forme du récipient à fabriquer, avec tous les détails voulus.
Ce modèle est alors recouvert d'une couche supplémentaire d'argile qui, une fois séchée, est soigneusement découpée en sections verticales, généralement trois ou quatre, pour créer les moules de coulée. Le modèle original en argile est ensuite lissé pour devenir le noyau intérieur. Une fois terminés, les différents moules sont d'abord déposés dans un endroit frais pour sécher à l'ombre, puis les sections du moule sont réassemblées autour du noyau pour former le moule extérieur. L'espace entre le noyau et le moule extérieur est ensuite rempli de bronze fondu. Cet assemblage est cuit dans un four. Notez que ce sont les moules ayant passés l'étape de la cuisson, et qui sont donc semblables en tout point a des poteries, qui sont découverts des diverses fouilles archéologiques.
Une fois le moule cuit, il reste dans le four jusqu’à ce que l'alliage de métal qui doit être coulés dedans soit prêt et chauffés jusqu’à devenir liquide. Ce n'est qu'à ce moment-là que le moule, qui est encore chaud, est retiré du four et que le métal est coulé à l'intérieur. En agissant ainsi, on limite la différence de température entre le métal liquide et le moule de poterie, ce qui réduit les risques d'éclatement du moule en terre cuite. Après refroidissement et solidification du métal, les moules sont retirés, ou brisés avec un marteau s'il s’avère qu'il est impossible de les enlever. Dans de nombreux cas, les joints entre les sections du moule apparaissent sous forme de nervures en reliefs sur les bronzes, qui doivent donc être ébarbé et poli. Cette méthode permet de créer des objets d'une qualité relativement élevée.

### Moulage à cire perdue
La méthode du moulage à cire perdue est utilisée dans la plupart des régions du monde. Comme son nom l'indique, elle consiste à utiliser de la cire pour sculpter un modèle de l'objet à créer, ce dernier étant ensuite éliminé par chauffage pendant l'opération. Il faut donc l'envelopper dans une matière réfractaire, ici de la terre, et permettre au métal de prendre la place de la cire, tout en assurant l'écoulement de la cire fondue. Pour permettre ce double écoulement, on place sur la sculpture en cire des éléments coniques qui serviront d'entonnoirs et appelés « jets », et des filaments qui serviront de conduits aux matières et à l'air, et appelés « évents ». Cônes et filaments sont donc réalisés en cire, comme la sculpture.
L'ensemble est alors revêtu d'un moule en terre, en veillant à laisser émerger la base des cônes. Après solidification du revêtement, la cire est évacuée en chauffant l'ensemble, laissant un creux qui sera rempli de métal liquide via les jets. Les évents permettent à la fois l'évacuation de l'air et une bonne répartition de la matière dans les détails du moule. Ce moule est ensuite détruit pour récupérer l'objet en bronze qui a été créé. Il ne reste plus qu'à éliminer les traces des jets et des évents.
Selon certains chercheurs, le moulage à cire perdue est utilisé en Chine dès la période des Printemps et Automnes (770 – 476 avant notre ère), une affirmation souvent contestée. En 1978, le Zun-Pan en bronze découvert dans la tombe du marquis Yi de Zeng à Leigudun, Xian de Suixian, province du Hubei, a été créé en utilisant un procédé mixte de méthode de moulage par sections et de moulage à cire perdue.

## Fer

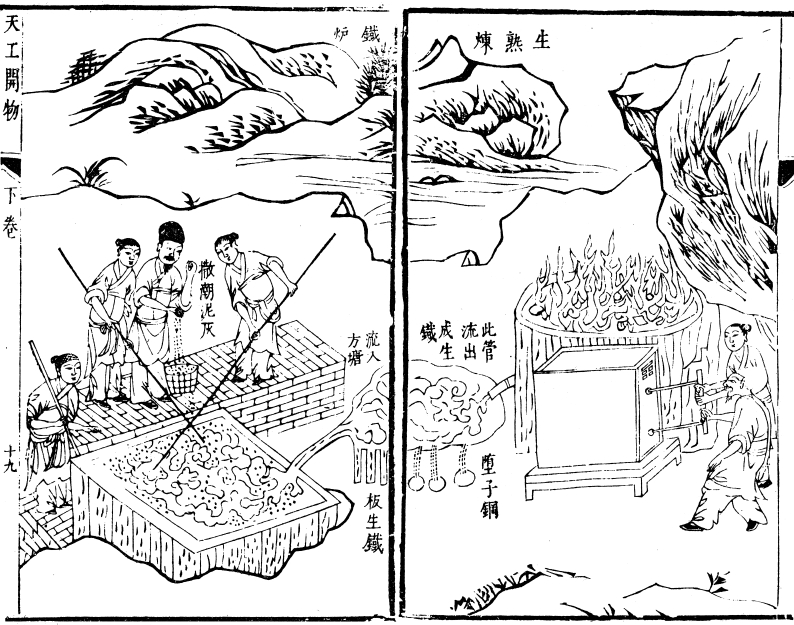
Un haut fourneau Chinois en train de produire du fer

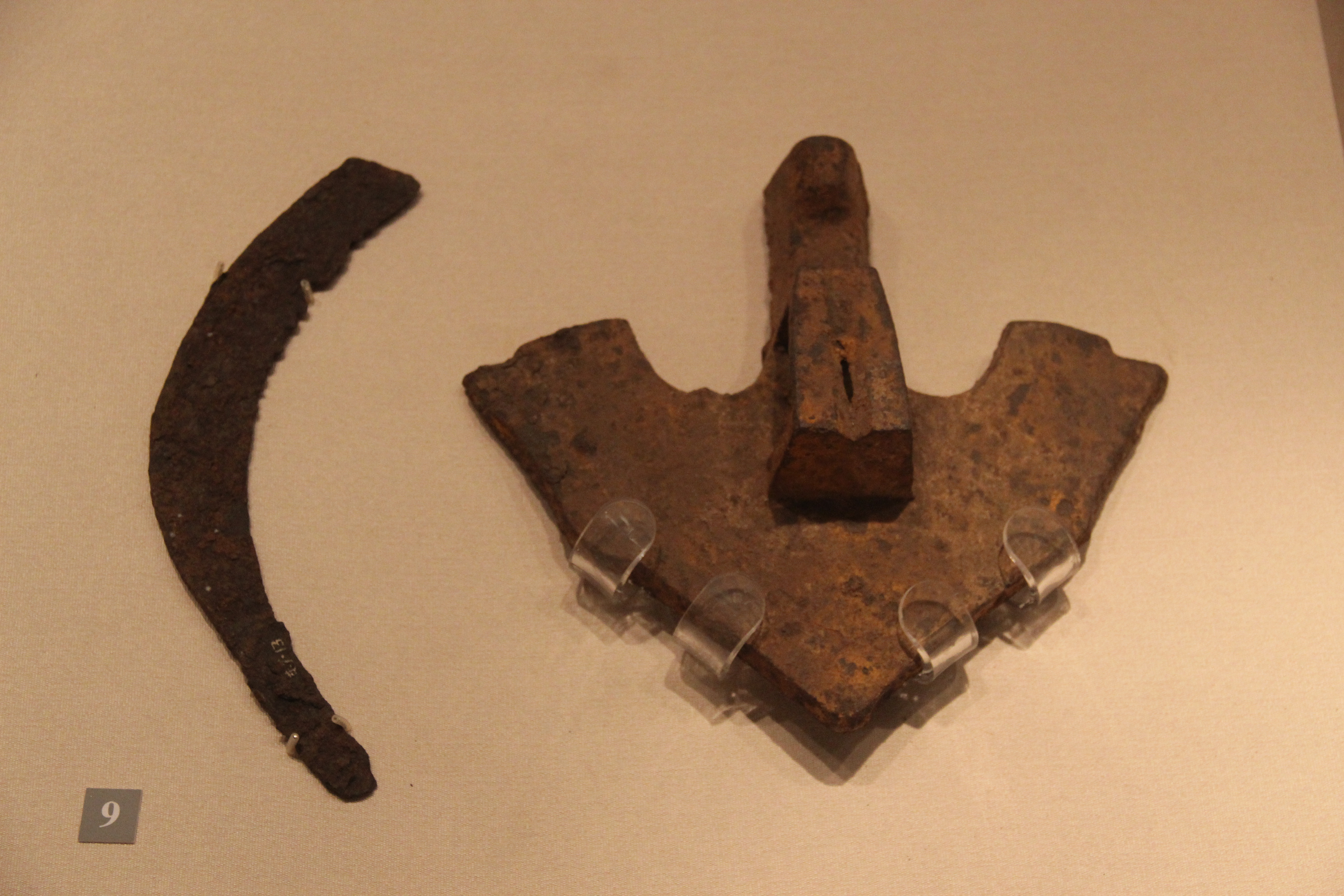
Faucille et charrue en fer, dynastie Han

### Introduction
L'Âge du fer débute en Chine avant l'an 1000 avant notre ère, avec l’introduction d’objets en fer, tels que des couteaux, des épées et des pointes de flèches, depuis l’ouest jusqu’au Xinjiang, avant de se diffuser au Qinghai et au Gansu. En 2008, deux fragments de fer sont exhumés sur le site de Mogou, dans le Gansu. Ils datent du 14ème siècle avant notre ère, plus précisément de la période de la culture de Siwa. L'un des fragments est constitué de fer issu d'un bas fourneau et non de Fer météorique.

### Fonte
On trouve beaucoup d'outils agricoles et d'armes en fonte en Chine au 5ème siècle avant JC, et à partir du 3ème siècle, ce sont plus de 200 hommes qui travaillent dans les fonderies. Les premiers hauts fourneaux connus datent de la dynastie Han, au 1er siècle après JC,. Ces premiers fours ont des parois en argile et des minéraux contenant du phosphore y sont utilisés en guise de flux de brasage. Les hauts fourneaux chinois de cette période mesurent entre deux et dix mètres de haut selon les régions. Les plus grands ont été trouvés dans le Sichuan et le Guangdong modernes, et les plus petits dans les Monts Dabie. Mais si les tailles sont différentes, ils présentent tous à peu près le même niveau de sophistication technologique.
Il n’existe aucune preuve de poursuite de l’usage des bas fourneaux en Chine après l’apparition des hauts fourneaux et de la fonte. Les hauts fourneaux Chinois produisent de la fonte, qui est ensuite soit transformée en outils finis dans un cubilot, soit transformée en fer forgé dans un foyer d'affinage. Si du minerai de fer et du carbone (la plupart du temps sous forme de charbon ou de charbon de bois) sont chauffés à 1150 - 1200 C°, un liquide fondu se forme: un alliage comprenant environ 96,5 % de fer et 3,5 % de carbone. Cet alliage est solide, peut être moulé dans des formes complexes, mais est trop cassant pour être travaillé, à moins d’être décarburé pour éliminer la majeure partie du carbone. À partir de la fin de la dynastie Zhou, la grande majorité du fer produit en Chine est de la fonte. Cependant, des épées en fer forgé commencent à être fabriquées au cours de la période des Royaumes combattants : « Les premiers Jian en fer et en acier apparaissent également, fabriqués en utilisant les techniques de forgeage et de pliage les plus anciennes et les plus élémentaires. » Vers l'an 300 avant notre ère, le fer devient le métal de prédilection pour la fabrication d'outils et d'armes en Chine.
Le principal avantage des premiers hauts fourneaux est qu'ils permettent une production à grande échelle, ce qui rend les outils en fer plus facilement accessibles aux paysans. La fonte est plus fragile que le fer forgé ou l'acier, mais pour des activités subalternes, telles que l'agriculture, cela suffit. En utilisant des hauts fourneaux, il est possible de produire de plus grandes quantités d'outils tels que des socs de charrue ou des faucilles. Dans les domaines où il est indispensable d'avoir des matériaux de qualité, comme la production d'armes, on utilise du fer forgé ou de l'acier a la place de la fonte. Presque toutes les armes de la période Han sont en fer forgé ou en acier, à l'exception des têtes de hache, dont beaucoup sont en fonte.
Les hauts fourneaux chinois, actionnés par des humains et des chevaux, gagnent en efficacité au cours de cette période grâce à l'ingénieur Du Shi (date de naissance inconnue - 38), qui met au point l'utilisation d'une roue à aubes pour actionner les soufflets d'un four. Son invention est utilisée avec les soufflets à piston des hauts fourneaux et des cubilots, ce qui permet l'obtention de fonte en fusion. Il crée son système en extrapolant la structure des mécanismes actionnés par des chevaux utilisés jusque là. Autrement dit, le mouvement circulaire de la roue, qu'elle soit entraînée par un cheval ou par l'eau, est transformé par la combinaison d'un entraînement par courroie, d'une manivelle et d'une bielle, d'autres bielles et de divers arbres, en un mouvement de haut en bas permettant d'actionner un soufflet poussoir,.
Donald Wagner suggère que les premiers hauts fourneaux et la production de fonte ont évolué à partir des fours utilisés pour faire fondre le bronze. Il est certain que les succès militaire ayant entrainé l'unification de la Chine par l’État de Qin (221 av. J.-C.) sont en partie du à l'usage d'armes en fer forgé et acier. L'utilisation des hauts fourneaux et cubilots reste répandue sous les dynasties Song et Tang. Au XIe siècle, l’industrie sidérurgique chinoise de la dynastie Song remplace le charbon de bois par le coke dans la production de fonte et d’acier, épargnant ainsi l’abattage de milliers d’acres de terres boisées. Certains auteurs, comme Erbay et Wagner, pensent que ce changement s'est peut-être produit dès le 4ème siècle après JC,.
Les hauts fourneaux sont également utilisés par la suite pour produire des armes à poudre, telles que des obus en fonte et des canons en fonte, sous la dynastie Song.

## Moyen-age
On trouve dans le Meng xi bi tan, rédigé en 1088 par Shen Kuo, parmi d'autres descriptions d'inventions, une méthode de forgeage répété de la fonte sous l'effet d'un souffle froid, similaire au procédé Bessemer mis au point en 1855,,,,,,.
La métallurgie chinoise continue son expansion au Moyen Âge; au point que, durant le XIe siècle, l'essor de l'industrie du fer entraîne une vaste déforestation du pays, une énorme quantité de bois étant nécessaire pour d'alimenter les hauts fourneaux en charbon de bois,. Le bois étant matériaux de base pour les bâtiments, les navires,... Les Chinois de la période de la dynastie Song se retrouvent face à un risque de pénurie de matiére première. Pour remédier a ce problème, ils mettent au point une méthode permettant de produire du coke à partir de charbon bitumineux pour remplacer le charbon de bois,. Il faut noter que, bien que l'on parle de soufflets hydrauliques pour chauffer les hauts fourneaux depuis l'invention de Du Shi au 1er siècle de notre ère, la première illustration connue d'un soufflet en fonctionnement se trouve dans un livre écrit en 1313 par Wang Zhen (fl. 1290-1333).

## Or et Argent

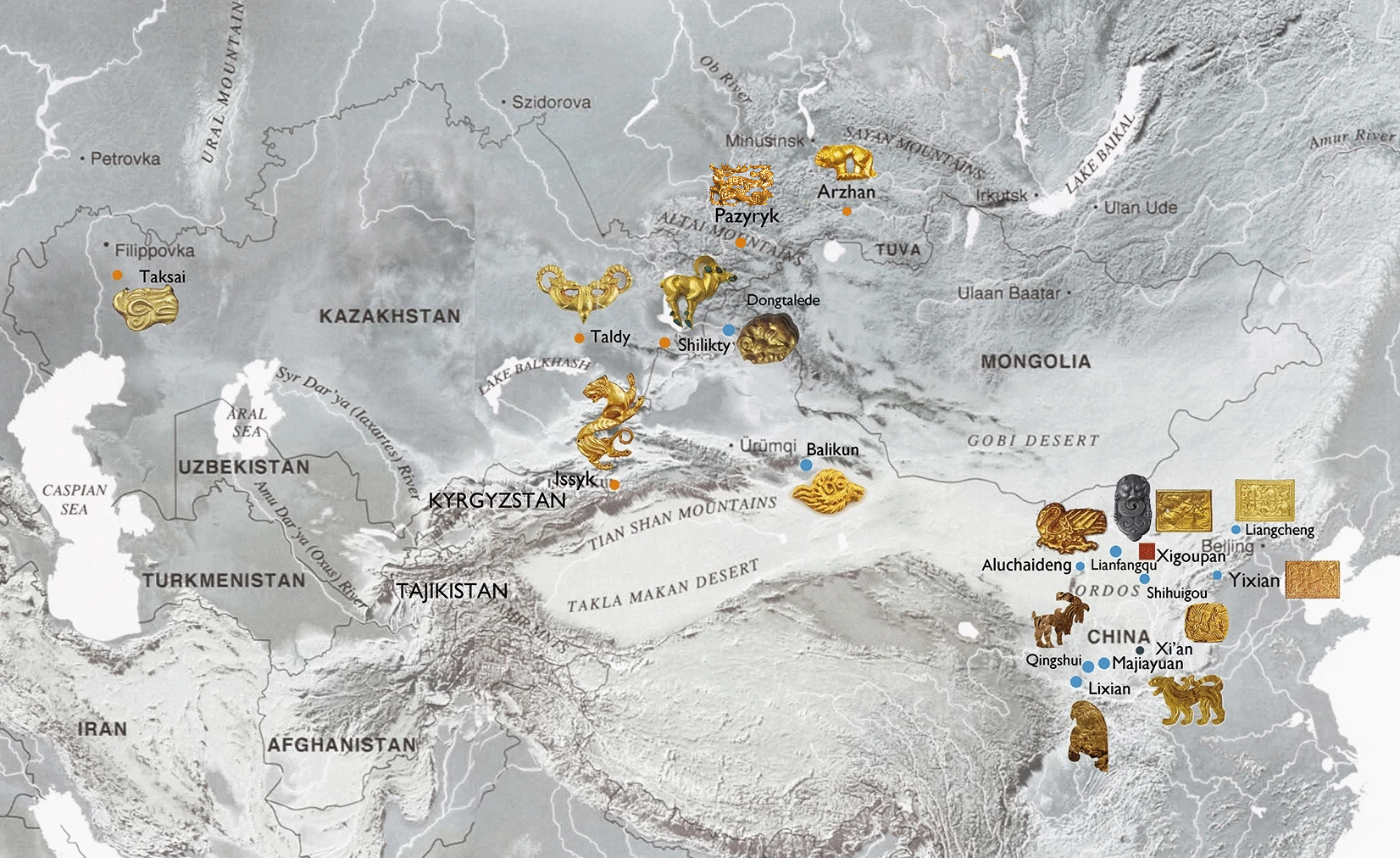
Répartition géographique des premiers objets en or et en argent trouvés dans le nord-ouest de la Chine et en Asie centrale (8e-3e siècle avant notre ère).

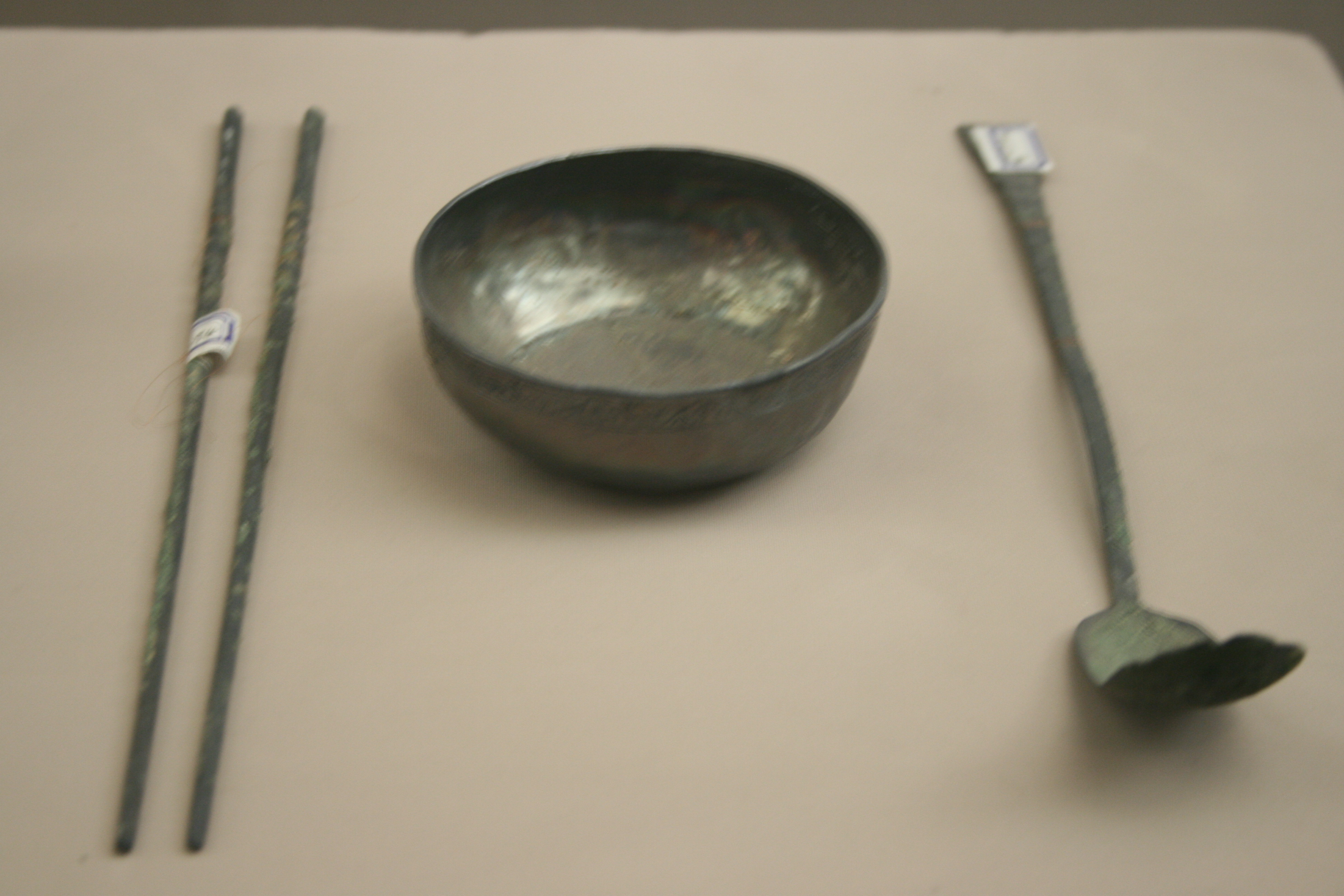
baguettes, coupe et cuillère en argent, Dynastie Song

Les techniques d'orfèvrerie se développent dans le nord-ouest de la Chine au début de l'âge du fer, à la suite de l'arrivée de nouvelles compétences techniques et technologiques en provenance des steppes d'Asie centrale, ce avant même l'établissement des Xiongnu (209 avant JC - 150 après JC). Ces échanges technologiques et artistiques témoignent de l'ampleur des réseaux de communication entre la Chine et la Méditerranée, avant même l'établissement de la Route de la soie. Les sites de Dongtalede (chinois traditionnel : 东塔勒德)(9e-7e siècle avant notre ère) dans le Xinjiang, ou de Xigoupan (chinois traditionnel : 西沟畔) (4e-3e siècle avant notre ère) dans le plateau d'Ordos en Mongolie-Intérieure, sont connus pour leurs nombreux artefacts rappelant l'art des steppes d'Asie centrale.

Sous la dynastie Qing, les orfèvres de Ningbo sont réputés pour la finesse et la beauté de leur travail,,,,,

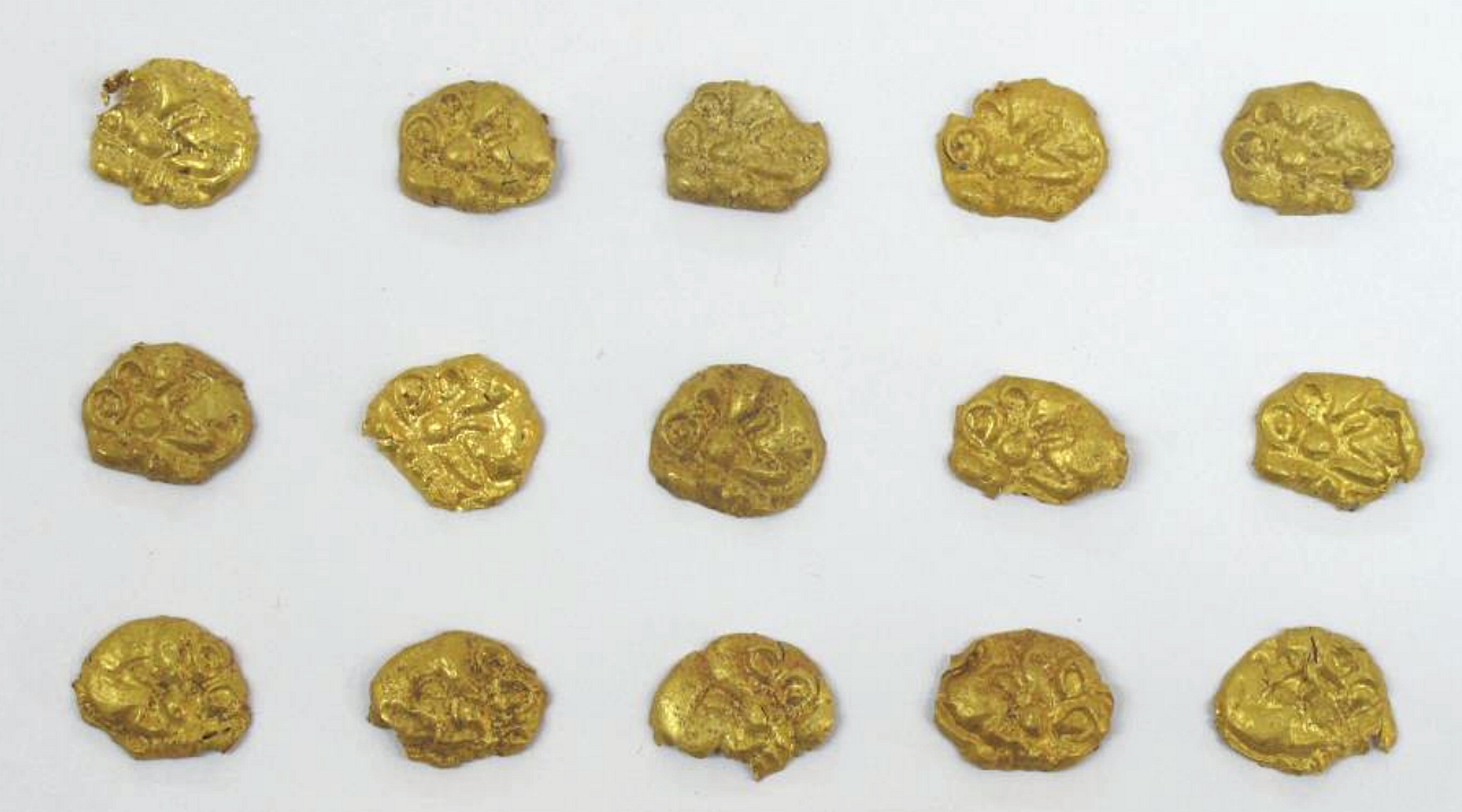
éléments de décoration en or en forme de léopard des neiges, trouvé lors de fouilles réalisées à  Dongtalede, dans le nord-ouest de la Chine
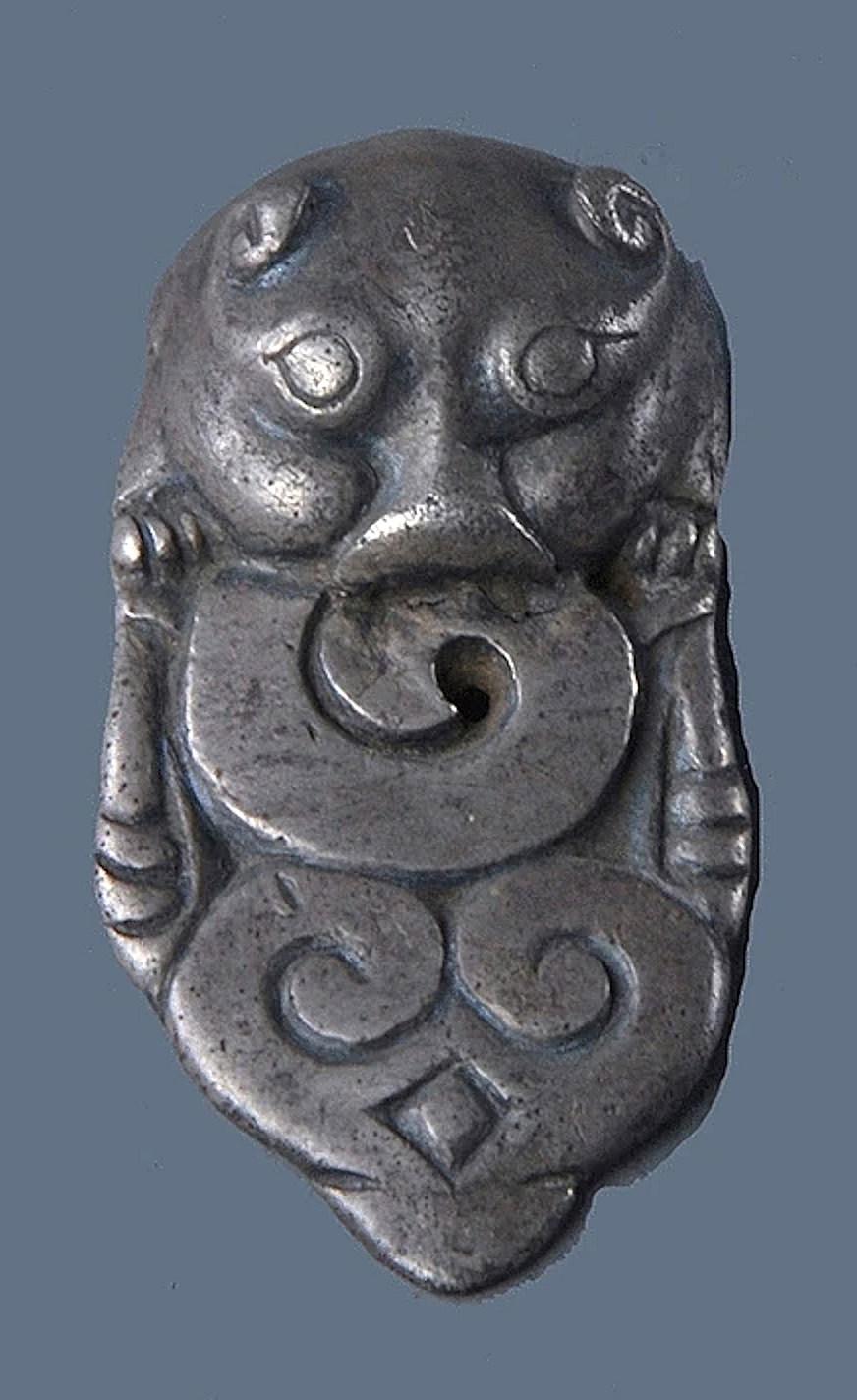
Ornement d'un harnais de cheval en argent, trouvé lors de fouilles réalisées à Xigoupan M2 (4e-3e s. avant notre ère)
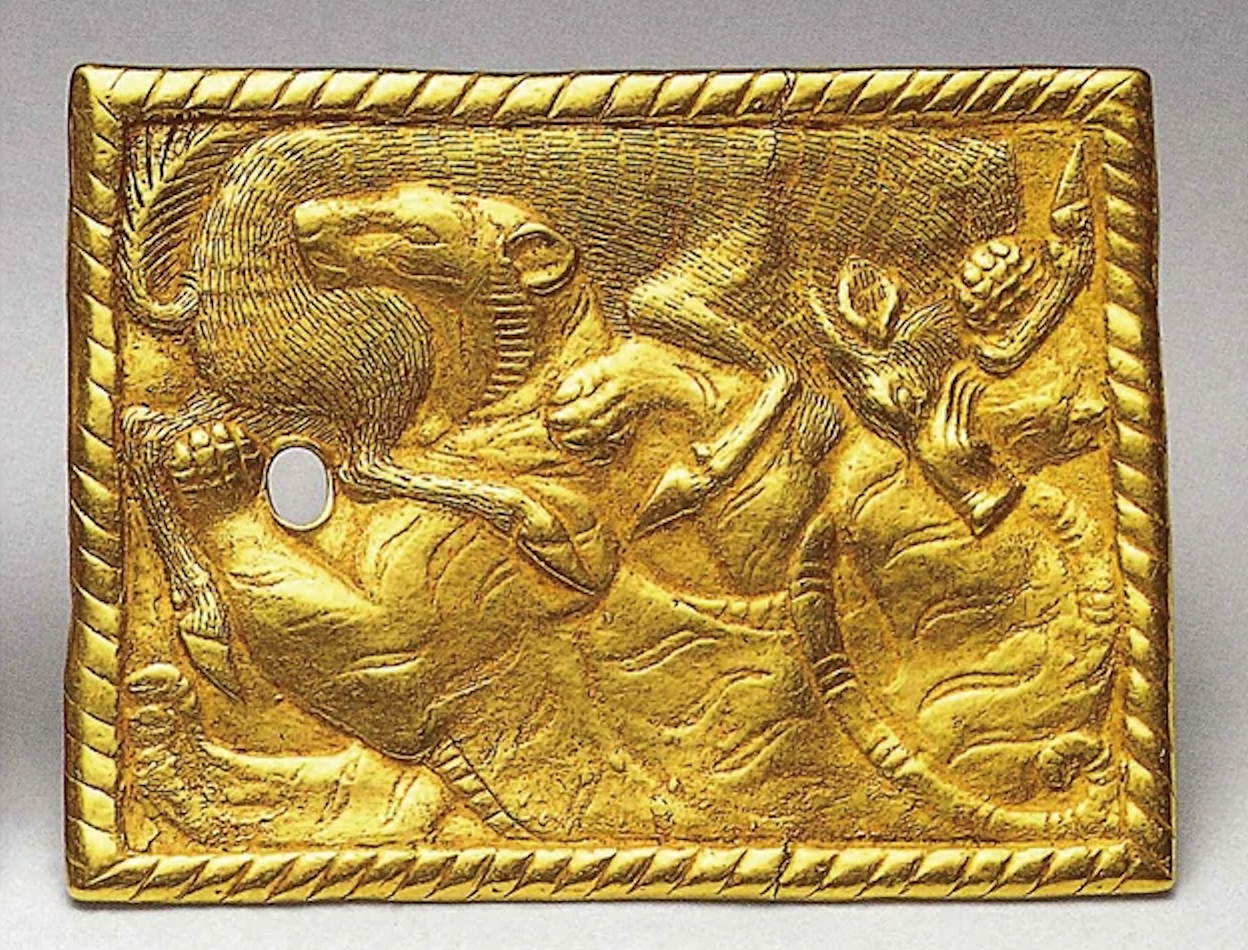
Boucle de ceinture dorée avec des inscriptions rédigées en Caractères chinois, trouvée lors de fouilles réalisées à Xigoupan M2 (4e-3e s. avant notre ère)
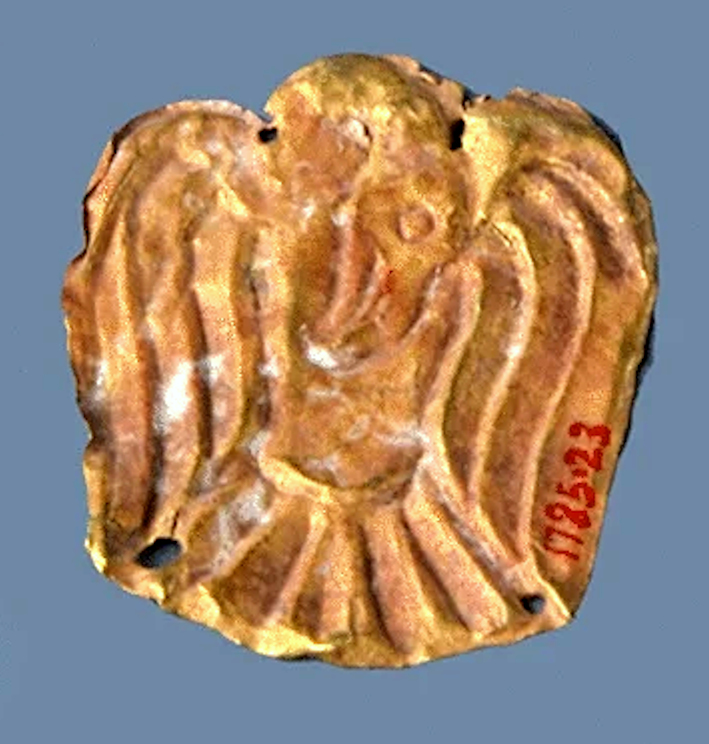
Plaque en or avec un aigle, trouvée lors de fouilles réalisées à Xigoupan M2 (4e-3e s. avant notre ère)

## Signification Culturelle
La mythologie chinoise reflète généralement une époque où la métallurgie est pratiquée depuis longtemps. Selon l'anthropologue, orientaliste et philosophe roumain Mircea Eliade, l'âge du fer a produit un grand nombre de rites, de mythes et de symboles. Le forgeron était alors le principal agent de diffusion de la mythologie, des rites et des mystères de la métallurgie. La connaissance secrète des métallurgistes et leurs pouvoirs en ont fait les fondateurs du monde humain et les maîtres du monde des esprits. Ce modèle métallurgique est ensuite réinterprété par les alchimistes taoïstes.
Certains métallurgistes illustrent les relations étroites entre le pouvoir mystique, le souverain chinois et les industries minière et métallurgique. Bien que le nom de Huangdi soit absent des inscriptions des Shang ou des Zhou, il apparaît dans le Guoyu et le Zuo zhuan de la période des Printemps et Automnes. Selon Mitarai (1984), Huangdi aurait vécu au début de l'Antiquité et aurait dirigé un groupe ethnique régional qui le vénérait comme une divinité : "L'Empereur Jaune combattit Chiyou au mont Kunwu dont le sommet était recouvert d'une grande quantité de cuivre rouge".
« Les soixante-douze frères de Chiyou avaient des têtes de cuivre et des fronts de fer ; ils mangeaient du fer et des pierres [...] Dans la province de Ji où aurait vécu Chiyou (Chiyou shen), quand on creuse la terre et qu'on trouve des crânes qui semblent être faits de cuivre et de fer, ils sont vus comme étant les os de Chiyou. " Chiyou est le chef des tribus indigènes Sanmiao (ou Jiuli) qui infligent une défaite a Xuanyuan, le futur Empereur Jaune. Chiyou, rival de l'Empereur Jaune, appartient à un clan de forgerons. On attribue parfois à l'Empereur Jaune et à Chiyou des découvertes ayant amené a une amélioration des armes. Chiyou, par exemple, serait celui qui a découvert le processus de moulage. Kunwu est associé à un peuple, un forgeron royal, une montagne qui produit des métaux et une épée. Kui, un maître de musique et de danse cité par Shun, est remplacé par Yu le Grand. Yu le Grand, fondateur présumé de la dynastie Xia (la première de Chine), passe de nombreuses années à travailler sur la meilleure maniére de prévenir et contrôler les inondations. On lui attribue la fabrication des neuf chaudrons à trépied (chinois : 九鼎 ; pinyin : Jiǔ Dǐng) , un ensemble composé de 9 ding qui sont alors vus comme étant des symboles de l’autorité donnée au dirigeant par le ciel. Aidé dans sa tâche par des dragons descendus du ciel, il meurt sur le mont Xianglu dans le Zhejiang. Dans ces mythes et légendes, les mines et les forges sont associées a l'autorité et a commandement.

## Voir également
- Histoire économique de la Chine avant 1912 (en)
- Histoire économique de la Chine (1912-49) (en)
- Économie de la république populaire de Chine